# Stéphane Lafleur
Stéphane Lafleur (1976) es un músico y director de cine franco-canadiense.

## Biografía
Lafleur cursó sus estudios en la Universidad de Quebec en Montreal. En 1999, dirigió su primer cortometraje, Karaoke, que fue galardonado como mejor corto canadiense del año en el Festival Internacional de Cine de Toronto. En 2007, dirigió su primer largometraje, Continental, un film sans fusil, premiado en el Festival Internacional de Cine de Venecia. La película consiguió dos premios Jutra, a la mejor dirección y al mejor guion, así como el galardón a la mejor ópera prima en el Festival Internacional de Cine de Toronto.
Su segunda película, En terrains connus, fue estrenada en 2011. Ese mismo año, colaboró con los músicos Andre Ethier, Mathieu Charbonneau y Rebecca Foon en la realización del cortometraje Prince Albert como parte del National Parks Project, un proyecto creado para conmemorar el centenario del sistema de Parques nacionales de Canadá que consistía en unir a tres músicos con un cineasta para producir un cortometraje que tratara sobre un parque nacional de cada provincia. Se rodaron trece cortos, el equipo de Lafleur se encargó del que correspondía al Parque nacional Prince Albert en la provincia de Saskatchewan.
Su tercera película, Tu dors Nicole, fue premiada en el Festival de Cannes de 2014.
Como editor, recibió un Genie por su trabajo en la película Profesor Lazhar.
Como músico, Lafleur es miembro de la banda de folk rock Avec pas d'casque.

## Filmografía

### Como director
- 1999 - Karaoke (cortometraje)
- 2007 - Continental, un film sans fusil
- 2011 - En terrains connus
- 2011 - Prince Albert (cortometraje)
- 2014 - Tu dors Nicole

### Como guionista
- 2007 - CContinental, un film sans fusil
- 2011 - En terrains connus
- 2014 - Tu dors Nicole

### Como editor
- 2003 - Me Bob Robert
- 2005 - Peter and the Penny
- 2011 - Monsieur Lazhar
- 2013 - Le Démantèlement
- 2016 - Mutants